# Especialidad tradicional garantizada

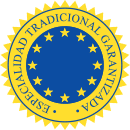
Sello de Especialidad Tradicional Garantizada.

La Especialidad Tradicional Garantizada (ETG) es la denominación en español de una marca de identificación otorgada por la Unión Europea para proteger productos agrícolas o alimenticios tradicionales de sus países miembros. Para poder ser registrados como ETG deben presentar rasgos específicos que los diferencien de otros alimentos de la misma categoría, y deben elaborarse a partir de materias primas tradicionales o presentar una composición, un modo de producción o de transformación tradicional o artesanal. El nombre de las ETG tiene que ser el utilizado tradicionalmente para definir el producto.
A diferencia de otros regímenes europeos de calidad como las denominaciones de origen y de las indicaciones geográficas, los productos etiquetados como «Especialidad Tradicional Garantizada» no corresponden a una zona geográfica delimitada.

## Reglamentación
La mención «Especialidad Tradicional Garantizada» se estableció en aplicación de disposiciones europeas, y responde en 2017 al reglamento (UE) 1151/2012 del Parlamento Europeo y del Consejo, de 21 de noviembre de 2012, sobre los regímenes de calidad de los productos agrícolas y alimenticios.

## Especialidades Tradicionales Garantizadas de España
En 2017, existen dos especialidades españolas con mención ETG:
- El jamón serrano: es un jamón serrano elaborado según el método tradicional, cuyo proceso no puede ser inferior a 210 días y comprende las fases de salazón, lavado-cepillado, reposo o postsalado, secado-maduración y envejecimiento o afinamiento.
- Las tortas de aceite de Castilleja de la Cuesta: producto de pastelería típico de esta localidad sevillana, las tortas de aceite de Castilleja de la Cuesta se han extendido a la parte occidental de Andalucía a partir de principios del siglo XX.

## Especialidades Tradicionales Garantizadas de otros países de la UE
La base de datos DOOR (Database Of Origin & Registration) contiene la lista actualizada de las DOP, IGP y ETG de los países de la Unión Europea.
Están registrados como ETG, por ejemplo:
- Austria: la leche de heno
- Reino Unido: los cuartos traseros del cerdo de Gales tradicional con pedigrí, el relleno de tarta de manzana con manzanas de la variedad Bramley
- Portugal: el bacalao curado tradicional
- Francia: los mejillones criados sobre bouchot
- Italia: la pizza napolitana, la mozzarella, la salsa a la amatriciana
- Bélgica: las cervezas de tipo lambic, que incluyen la Kriek y la Gueuze
- Polonia: las kielbasas, unas salchichas tradicionales